# Antonio Piedra
Antonio Piedra Pérez (Siviglia, 10 ottobre 1985) è un ex ciclista su strada spagnolo. Professionista dal 2007 al 2014 e di nuovo dal 2016 al 2017, ha vinto una tappa alla Vuelta a España 2012.

## Palmarès
- 2006

3ª tappa Vuelta a Segovia (Valverde del Majano > Segovia)
- 2009

5ª tappa Volta a Portugal (Felgueiras > Fafe)
- 2012

Rogaland Grand Prix
15ª tappa Vuelta a España (La Robla > Lagos de Covadonga)

## Piazzamenti

### Grandi Giri
- Vuelta a España

2009: 78º
2010: 105º
2011: 72º
2012: 84º
2013: 109º
2014: 99º

### Classiche monumento
- Giro di Lombardia

2014: 91º